# Wilhelm von Urff (General, 1799)
Wilhelm Christian Ernst Ludwig Friedrich Georg von Urff (* 26. März 1799 in Kassel; † 8. Januar 1855 in Zwesten) war ein kurhessischer Generalmajor und von 1835 bis 1841 mehrmals Mitglied der kurhessischen Ständeversammlung.

## Leben

### Familie
Die Familie von und zu Urff ist ein altes niederhessisches Adelsgeschlecht, aus der zahlreiche Persönlichkeiten der hessischen Geschichte hervorgingen. Sein Vater Wilhelm Georg Ludwig Kasimir von Urff (* 11. November 1753 in Niederurff; † 6. September 1834 in Zwesten) wurde kurhessischer Generalleutnant und Gouverneur von Kassel. Er heiratete am 18. Oktober 1797 in Zwesten Amöne Antoinette Marie Friederike Wilhelmine von Dalwigk (* 16. August 1770 in Dillich; † 30. August 1858 in Kassel) aus dem Haus Schauenburg. Das Paar hatte drei Söhne und eine Tochter.
Wilhelm war das älteste Kind. Sein jüngerer Bruder Friedrich von Urff wurde kurhessischer Regierungssekretär in Marburg und war ebenfalls Mitglied in der kurhessischen Ständeversammlung. Ihre einzige Schwester Ernstine Friederike Karoline von Urff (* 6. Januar 1801 in Niederurff; † 28. März 1831 in Zwesten) heiratete im Oktober 1821 den kurhessischen Generalmajor Julius Georg von Langenschwarz.

### Beruflicher Werdegang
Urff war zunächst Major im kurhessischen Leibgarderegiment. Von 1835 bis 1838, dem 4. und 5. Landtag, sowie 1841, dem 7. Landtag, war er Mitglied der kurhessischen Ständeversammlung für den Grafen von Ysenburg-Büdingen. 1845 wurde Urff Kommandeur des 1. Infanterie-Regiments und 1846 Kommandeur des Leibgarderegiments. 1849 gehörte er vorübergehend zum Vorstand des Kriegsministeriums. Zuletzt war er Kommandeur der 1. Infanterie-Brigade.
Er starb am 8. Januar 1855, im Alter von 55 Jahren, als kurhessischer Generalmajor außer Dienst in Zwesten, ein Familienbesitz mit Schloss Zwesten, das sein Vater im Jahre 1800 geerbt hatte.

### Ehe und Nachkommen
Wilhelm von Urff heiratete am 6. Mai 1827 in Zwesten Louise Friederike von Borch (* 7. September 1801 in Kassel; † 9. Januar 1880 in Kassel), eine Tochter des kurhessischen Oberst Johann Heinrich Otto von Borch. Sie hatten neun Kinder, fünf Söhne und vier Töchter. Zwei Söhne starben noch im Kindesalter, alle anderen dienten als Offiziere in der preußischen Armee.